# Ilam
Ilam este un oraș din Iran.